# Port lotniczy Saurimo
Port lotniczy Saurimo – krajowy port lotniczy położony w Saurimo, w Angoli.

## Linie lotnicze i połączenia
| Linia Lotnicza       | Kierunek  |
| -------------------- | --------- |
| Fly Angola           | 1. Luanda |
| TAAG Angola Airlines | 1. Luanda |